# Tobel (Weiler-Simmerberg)
Tobel (westallgäuerisch: Dobəl) ist ein Gemeindeteil des Markts Weiler-Simmerberg im  bayerisch-schwäbischen Landkreis Lindau (Bodensee).

## Geographie
Die Einöde liegt circa zwei Kilometer südöstlich des Hauptorts Weiler im Allgäu und zählt zur Region Westallgäu. Südwestlich der Ortschaft verläuft die Hausbachklamm.

## Ortsname
Der Ortsname stammt vom mittelhochdeutschen Wort tobel und beschreibt ein Tobel.

## Geschichte
Tobel wurde urkundlich erstmals im Jahr 1569 als Tobel erwähnt. Der Ort gehörte einst der Herrschaft Altenburg und später der Gemeinde Simmerberg an.